# Carta dels Drets Fonamentals de la Unió Europea
La Carta dels Drets Fonamentals de la Unió Europea és un document que conté provisions de drets humans i va ser proclamat pel Parlament Europeu, el Consell de la Unió Europea i la Comissió Europea el 7 de desembre de 2000 a Niça. Una versió adaptada de la Carta va ser proclamada el 12 de desembre de 2007 a Estrasburg, abans de la signatura del Tractat de Lisboa de 2007; una vegada ratificat aquest, fa la Carta legalment vinculant per a tots els països amb excepcions per a Polònia i el Regne Unit. La versió actualitzada de la Carta va ser signada pel president del Parlament Europeu Hans-Gert Pöttering, el president de la Comissió Europea José Manuel Barroso i el primer ministre portuguès José Sócrates, president del Consell de la Unió Europea aleshores.
La carta no forma part del Tractat de Lisboa –estava previst que formés part de la Constitució Europea però, en no ser aprovada, es va modificar la previsió–, tot i que per la remissió a l'article 6 del Tractat de la Unió Europea després de la reforma de Lisboa es fa vinculant per a tots els estats, excepte els dos citats.
El 2009, el Consell Europeu va assegurar a la República Txeca que a la següent reforma del Tractat, aquesta clàusula d'excepció s'estengués també a aquest país.

## Introducció
La Carta dels Drets Fonamentals de la Unió Europea s'estructura en dues parts: un Preàmbul introductori, i set Títols que recullen els cinquanta-quatre articles que integren la Carta.
L'últim d'aquests títols conté les disposicions generals i cada títol tracta sobre un dret. Cada títol es divideix, alhora, en articles que desenvolupen cadascun d'aquests drets. Així, per exemple, el Títol I tracta de la dignitat de la persona i els diversos articles que la desenvolupen, pronunciant-se sobre la dignitat humana, el dret a la vida, el dret a la integritat de la persona, etc.
Des del punt de vista del contingut, la Carta es divideix en sis títols, dedicant cada un d'ells a un dret civil, polític, econòmic o social dels quals són titulars tots i cada un dels ciutadans europeus. La majoria de drets també corresponen a totes les persones que viuen en el territori de la Unió; tanmateix, l'exercici d'alguns estan reservats als ciutadans europeus, com el vot al Parlament Europeu.
Els mencionats drets fonamentals són la dignitat, llibertat, igualtat, solidaritat, ciutadania i justícia
Per primera vegada, s'han reunit en un únic document tots els drets que fins ara es repartien a diferents instruments legislatius com les legislacions nacionals i els convenis internacionals del Consell d'Europa, de les Nacions Unides i de l'Organizatció Internacional del Treball. En donar visibilitat i claror als drets fonamentals, la Carta contribueix a desenvolupar el concepte de civisme de la Unió, així com a crear un espai de llibertat, seguretat i justícia. La Carta reforça la seguretat jurídica pel que fa a la protecció de drets fonamentals, protecció que des de 1969 es garanteix mitjançant la jurisprudència del Tribunal de Justícia de la Unió Europea. i amb l'actual redacció de l'Article 6 del Tractat de la Unió Europea.

## Àmbit d'aplicació
Una de les qüestions més importants i sobre la qual existeix més confusió és quan s'aplica la Carta i quan els seus drets no són d'aplicació. El 2010, quasi el 70% de les cartes que els ciutadans van enviar a la Comissió sobre la Carta es referien a qüestions en què aquesta no era d'aplicació.
Encara que s'hi recullen diversos drets, la Carta només s'aplica en dues circumstàncies: en primer lloc, quan l'acció que suposadament vulnera el dret prové de les Institucions de la Unió Europea. I també quan l'acció prové dels Estats membres, però únicament quan aquests apliquen normativa europea.
Així, totes les institucions europees, des de la Comissió fins al Consell Europeu, passant pel Parlament Europeu, el Banc Central Europeu, etc. han de respectar-la i vetllar pel seu compliment.
Així mateix, els Estats membres estan vinculats directament per la Carta, però únicament quan executen normes jurídiques de la Unió Europea. Així, per exemple, un Estat europeu podria violar un dret contingut a la Carta en tramuntar una Directiva o en aplicar un Reglament.
Tanmateix, la Carta no és d'aplicació respecte d'actuacions purament estatals. És a dir, aquells actes que els Estats, les Comunitats Autònomes, etc. adopten a l'exercici de les seves pròpies competències no se sotmeten a l'escrutini de la Carta. Això no significa, evidentment, que aquestes entitats tinguin via lliure per violar drets fonamentals; però els que han de respectar són els que es contenen en les seves Constitucions nacionals i als tractats internacionals dels que siguin part com el Conveni Europeu de Drets Humans).

## Protecció dels drets de la Carta
Una altra qüestió que produeix confusió entre els ciutadans és a quin òrgans es pot recórrer si un entén que les institucions europees o els Estats membres han violat algun dels seus drets continguts en la Carta.
La primera resposta a aquesta qüestió són els tribunals nacionals. En virtut dels principis de primacia i aplicabilitat directa, els jutges dels Estats membres són jutges ordinaris de Dret comú: estan obligats a aplicar directament les normes europees. Com la Carta té ara valor vinculant, qualsevol ciutadà pot denunciar una acció que al seu judici la vulneri. Aquesta és la via més adequada, per exemple, en casos en què l'Estat ha transposat correctament la normativa europea, però la legislació és aplicada incorrectament per les autoritats nacionals.
La segona institució a la qual podem dirigir-nos és la Comissió Europea. Com «guardiana dels Tractats», la Comissió té encomanada la vigilància del Dret de la Unió Europea, dintre del que es troba la Carta. Per tant, podem remetre una queixa a la Comissió que, en determinats casos, pot referir l'assumpte, a més a més, al Tribunal de Justícia, o instar ella pròpiament un procediment per infracció.
En els casos en les quals la violació consisteixi en un acte de mala administració per part de les institucions europees, la queixa pot dirigir-se al Defensor del Poble Europeu, que és qui ha de vetllar pel compliment d'aquest dret en particular.
Finalment, en determinades circumstàncies els ciutadans i les empreses poden dirigir-se al Tribunal de Justícia de les Comunitats Europees perquè anul·li un acte de les institucions comunitàries que violi algun dret de la Carta i que els afecti directa i individualment.